# Desktopové prostředí
Desktopové prostředí (anglicky desktop environment) je v informatice grafické uživatelské rozhraní (GUI), jehož základem je pracovní plocha. Plocha (angl. desktop) je volný prostor na obrazovce, který má připomínat desku pracovního stolu, na kterou lze umisťovat a pomocí myši podle potřeby přesouvat ikony, panely, okna apod.
Myšlenka grafického rozhraní s plochou vznikla na začátku sedmdesátých let 20. století ve firmě Xerox, ve Výzkumném centru Palo Alto (PARC) zásluhou Alana Kaye. Do praxe bylo uvedeno počítačem Xerox Alto v roce 1973. V Xeroxu se inspiroval Steve Jobs a firma Apple jej uplatnila u počítače Apple Lisa (1978) a později Macintosh (1984), které desktopové prostředí zpopularizovaly. Objevilo se na počítačích Amiga a Atari ST, pro počítače PC vyšlo Microsoft Windows roku 1985, které se však většího rozšíření dočkaly až v první polovině devadesátých let. Na komerčních unixových systémech v té době vznikl Common Desktop Environment, zatímco na svobodných linuxových systémech se ujalo zejména desktopové prostředí KDE a GNOME postavené na X Window Systemu.

## Příklady

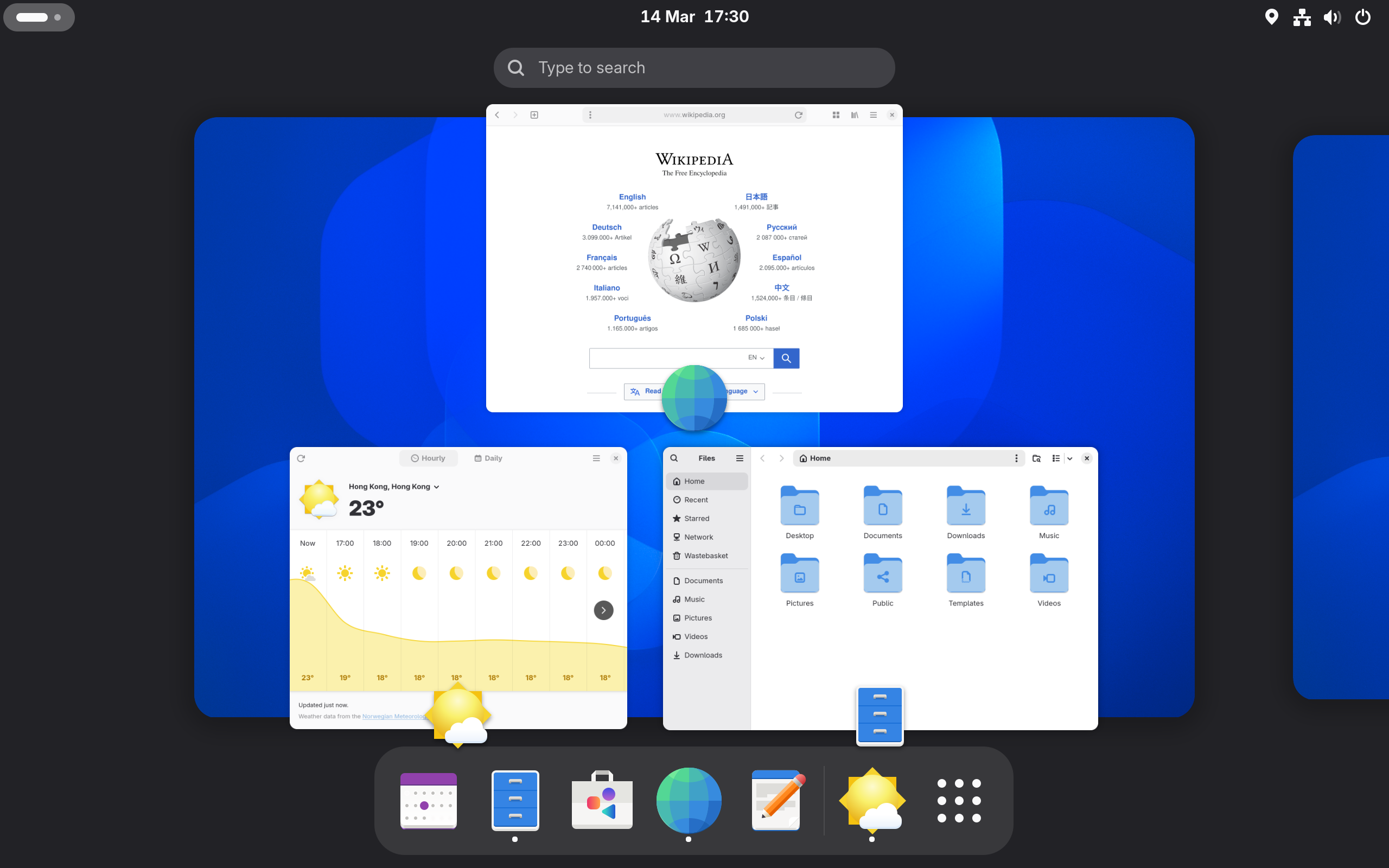
GNOME
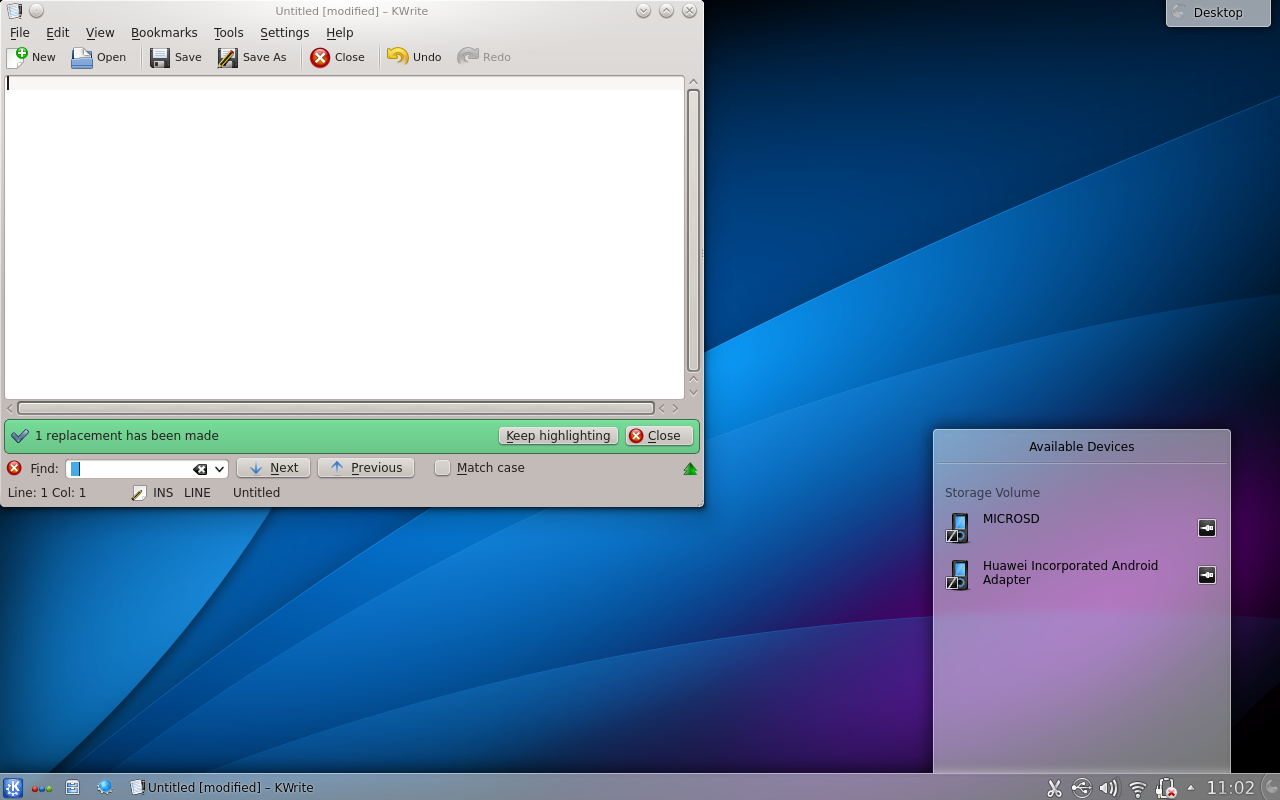
KDE
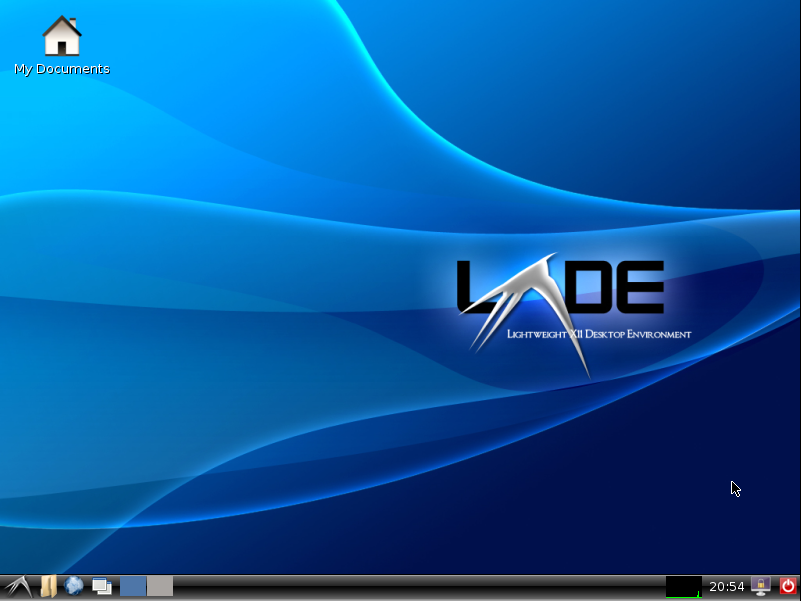
LXDE
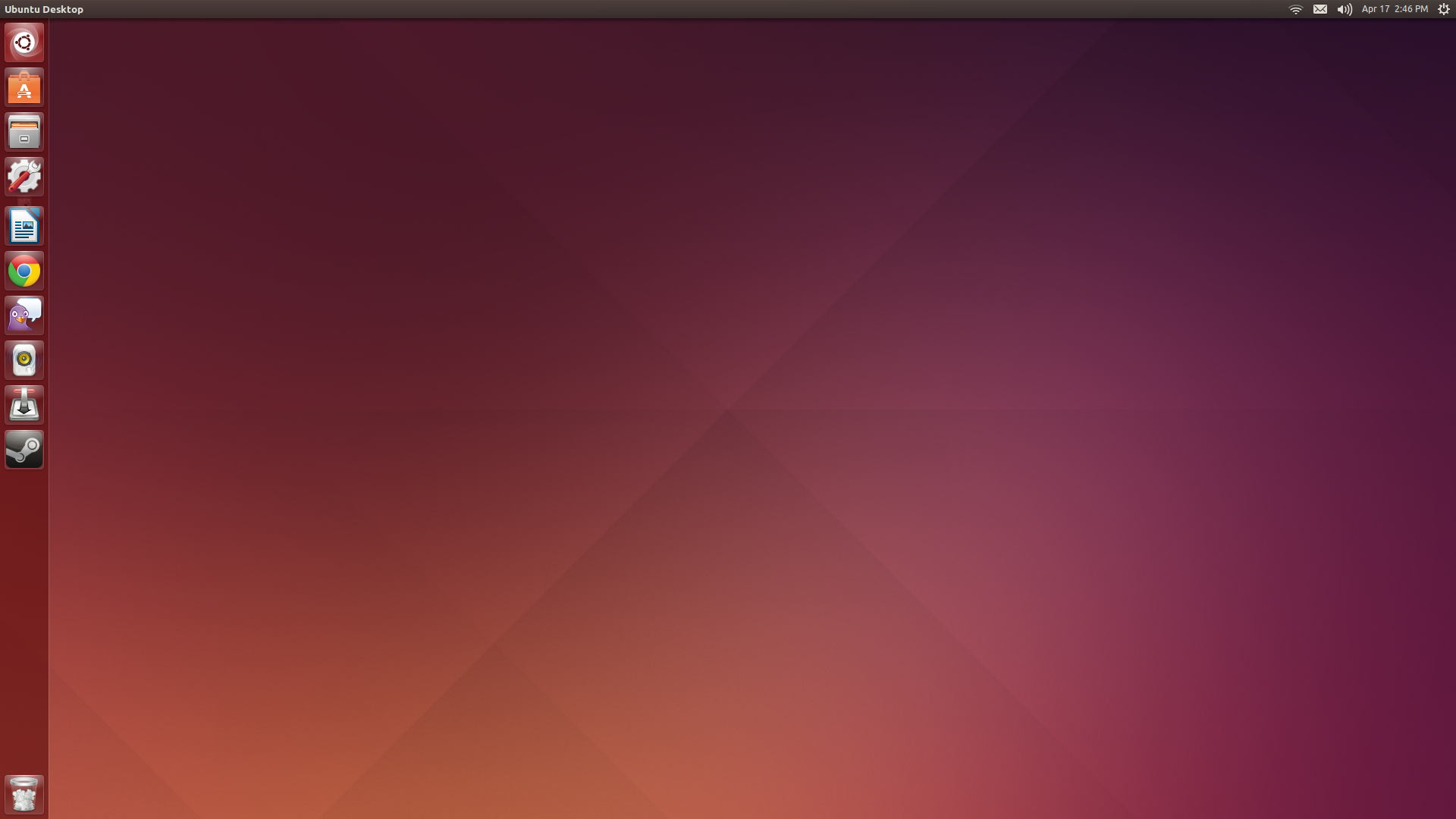
Unity
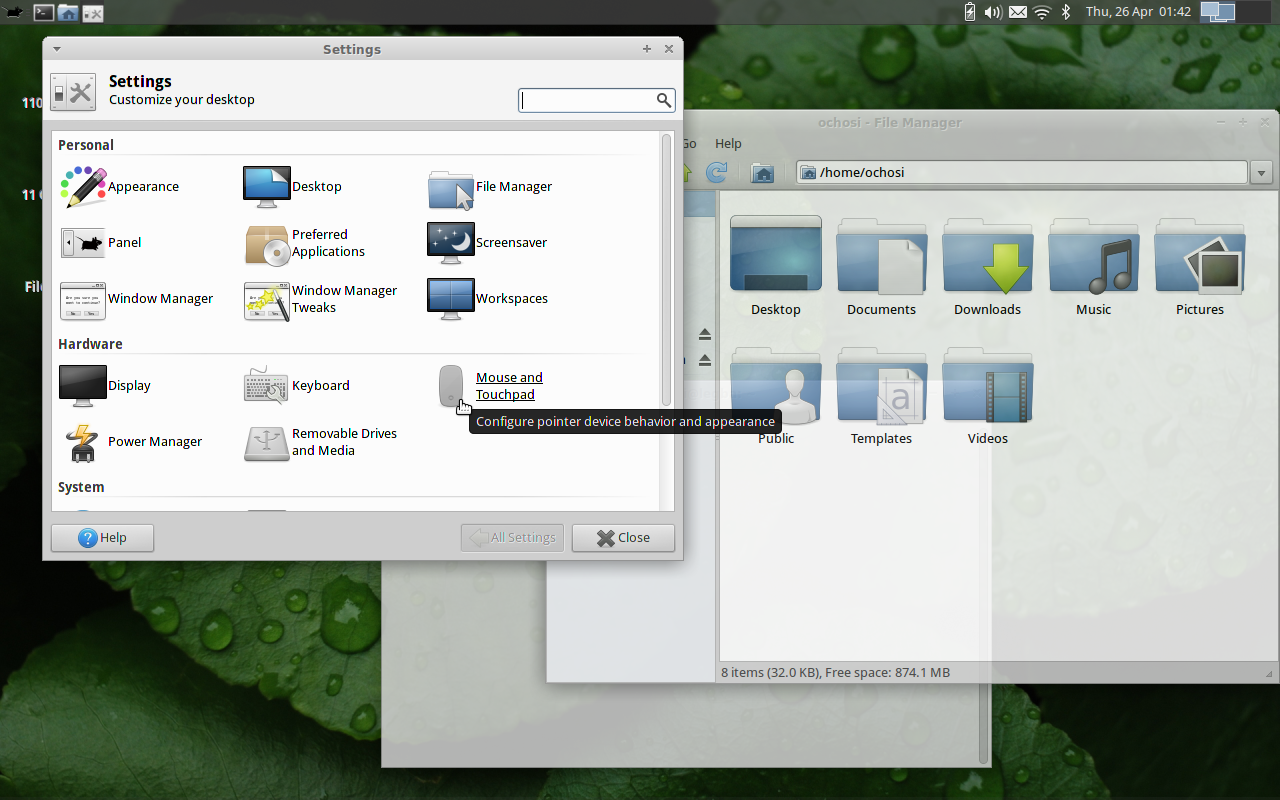
Xfce
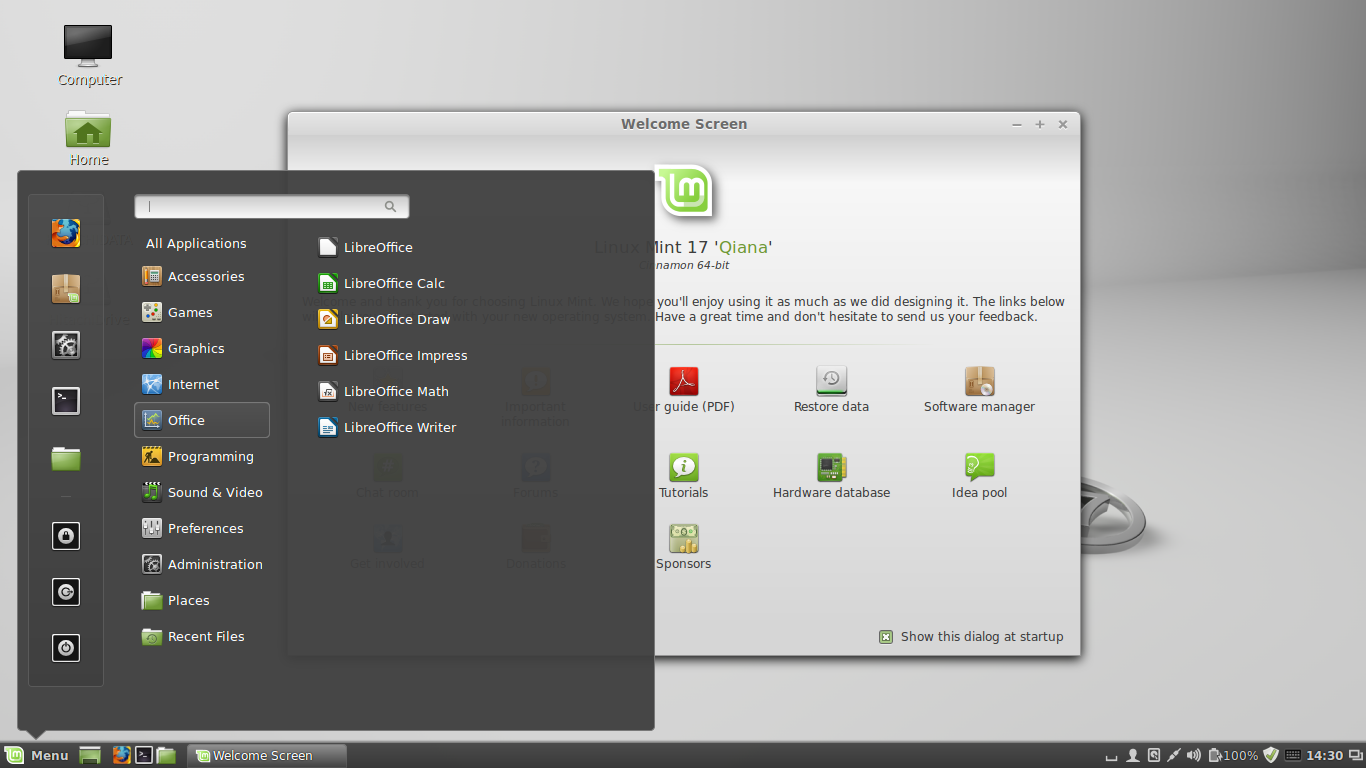
Cinnamon
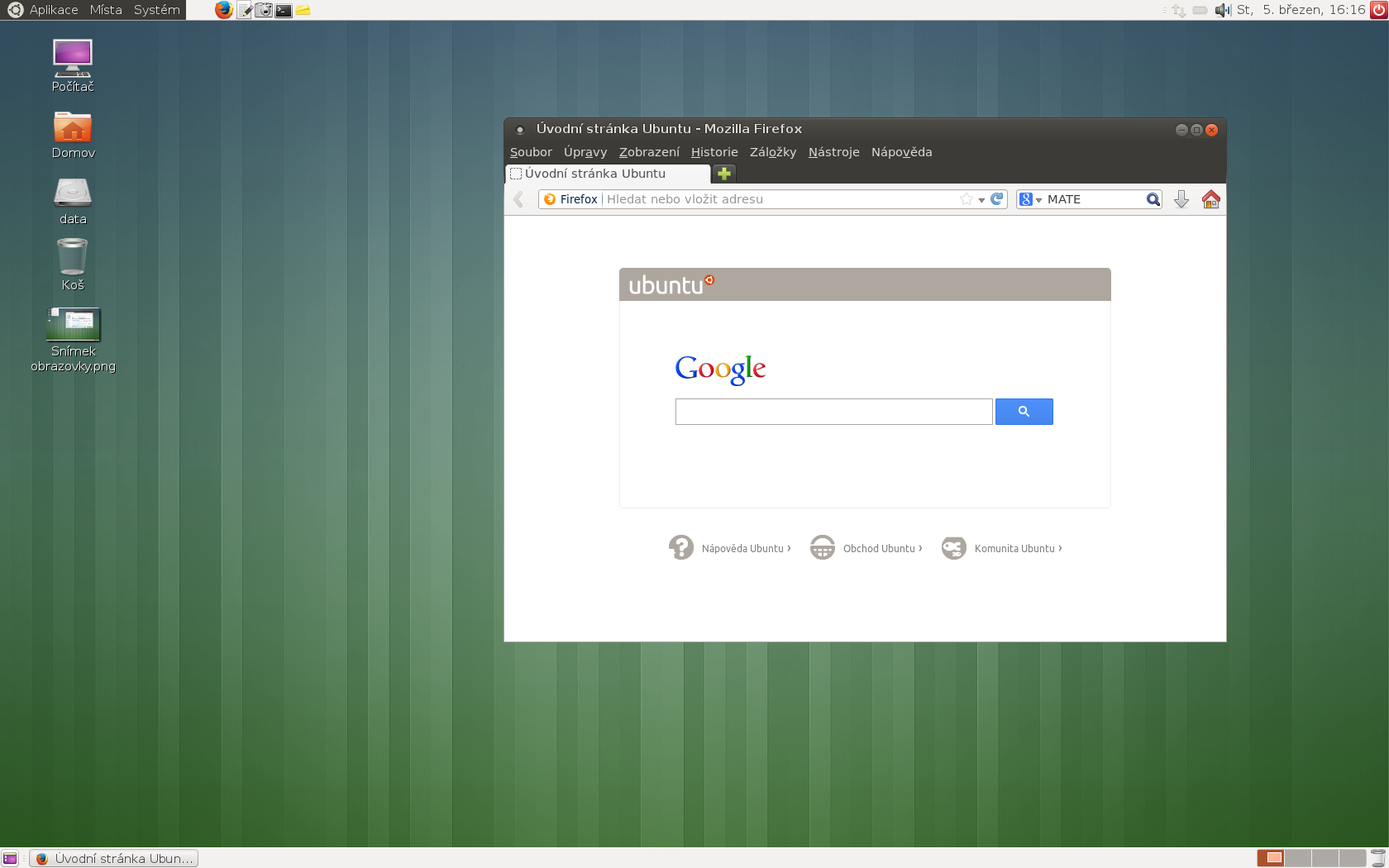
MATE